# 阿热斯兰巴格乡
阿热斯兰巴格乡（維吾爾語：ئارسلانباغ يېزىسى‎ Arslan Baĝ Yêzisi），是中华人民共和国新疆维吾尔自治区喀什地区莎车县下辖的一个乡镇级行政单位。

## 行政区划
阿热斯兰巴格乡下辖以下地区：
帕特曼喀什村、艾力什贝希村、萨万拉村、苏普拉村、阿格其艾日克村、喀拉墩村、丘隆村、巴扎村、阿热勒买里村、库木霍依拉村、英巴格村、墩美其特村、塔特勒克艾日克村、库木艾日克村、尤库日阿勒瓦克其村、托格拉克麻扎村、托万阿勒瓦克其村、明古力切克村、阿斯兰巴格村和霍什拉甫阿瓦提村。